# Ernest Marneffe
Ernest Marneffe, né le 15 avril 1866 à Liège et mort le 16 septembre 1920 dans sa ville natale, est un peintre, graveur et dessinateur belge.

## Biographie
Ernest Marneffe naît le 15 avril 1866 à Liège,.
Il étudie à l'Académie royale des beaux-arts de Liège, où il est l'élève d'Adrien de Witte,,. Il partage ensuite un atelier à Liège avec François Maréchal, puis il reçoit les conseils de Félicien Rops et Pierre Puvis de Chavannes lors de son séjour à Paris,,.
De décembre 1887 à mars 1888, il contribue à Caprice Revue. Il est à ce titre un des plus gros contributeurs de cette publication avec Émile Berchmans. Il livre ainsi six planches. Selon Frédéric Paques : « Le travail de Marneffe est classique. Il témoigne des influences conjointes de Caran d’Ache et de Wilhelm Busch, notamment dans les attitudes des personnages et les situations représentées. Ses expressions et les visages de ses personnages sont loin d’égaler la qualité des peintures de cet artiste. »
Il se présente au Salon des indépendants en 1890,. En 1892 il voyage en Provence, séjournant à Sisteron,. Il y revient de façon régulière et y peint quelques paysages,. Il expose deux peintures, Liseuse et Sur la Terrasse, lors de l'Exposition internationale des Beaux-Arts qui a lieu durant l'Exposition universelle de Liège de 1905.
Il vit entre Liège, où il présente sa première grande exposition en 1912, Paris, où il collabore au journal La Charge, et la Provence,. Peu avant son décès en septembre 1920,, il est brièvement professeur de peinture à l'Académie royale des beaux-arts de Liège et connaît le succès lors d'une exposition organisée à la Galerie royale à Bruxelles,,.

## Œuvre
Il réalise principalement des peintures, mais aussi des gravures, des illustrations et des dessins. Il est avant tout le « Peintre de la femme »,,, comme le décrit Régine Rémon : « En dehors de quelques paysages, son œuvre est presque exclusivement consacrée à la femme : danseuses, bohémiennes ou courtisanes, nues ou élégamment vêtues, fardées et parées de bijoux. Ses modèles au regard aguichant ou mélancolique sont représentés dans des intérieurs feutrés aux décors orientaux, dans des poses alanguies, se coiffant ou se maquillant. Ces sujets jugés audacieux lui valurent une réputation de peintre scandaleux. La facture est classique mais généreuse, le dessin ferme et rigoureux, la mise en page souvent originale. Le peintre joue avec subtilité sur les contrastes colorés : les rouges carmin, les bruns aux reflets lilas, les gris et les blancs carnés. »
Sander Pierron informe, dans son ouvrage L'École de Gravure de Liège de 1923, des gravures qu'Ernest Marneffe a réalisées et des circonstances qui ont permis cette mince production : « Le peintre Ernest Marneffe [...] a, lui aussi, au début de sa carrière, taquiné la plaque de cuivre et de zinc. Il avait en commun un atelier avec François Maréchal, et c'est en assistant aux essais calcographiques de celui-ci qu'il obéit un instant, un seul instant, au désir de prendre lui-même le burin. On connaît de Marneffe dix planches, de formats très différents et qui n'annoncent d'aucune manière, par leur forme et par leur sujet, la future personnalité si ardente du maître. [...] Ces tentatives de Marneffe devaient rester sans lendemain ; et les seules épreuves que, après sa mort, l'on découvrit dans son atelier de ses rares et précieuses eaux-fortes, sont des épreuves d'essai. Nous ignorons s'il y eu des tirages. »
Des œuvres d'Ernest Marneffe sont présentes dans les collections du Musée de l'art wallon (La Boverie), du Musée Charlier, du Musée de la Vie wallonne et les collections artistiques de la Province de Liège.

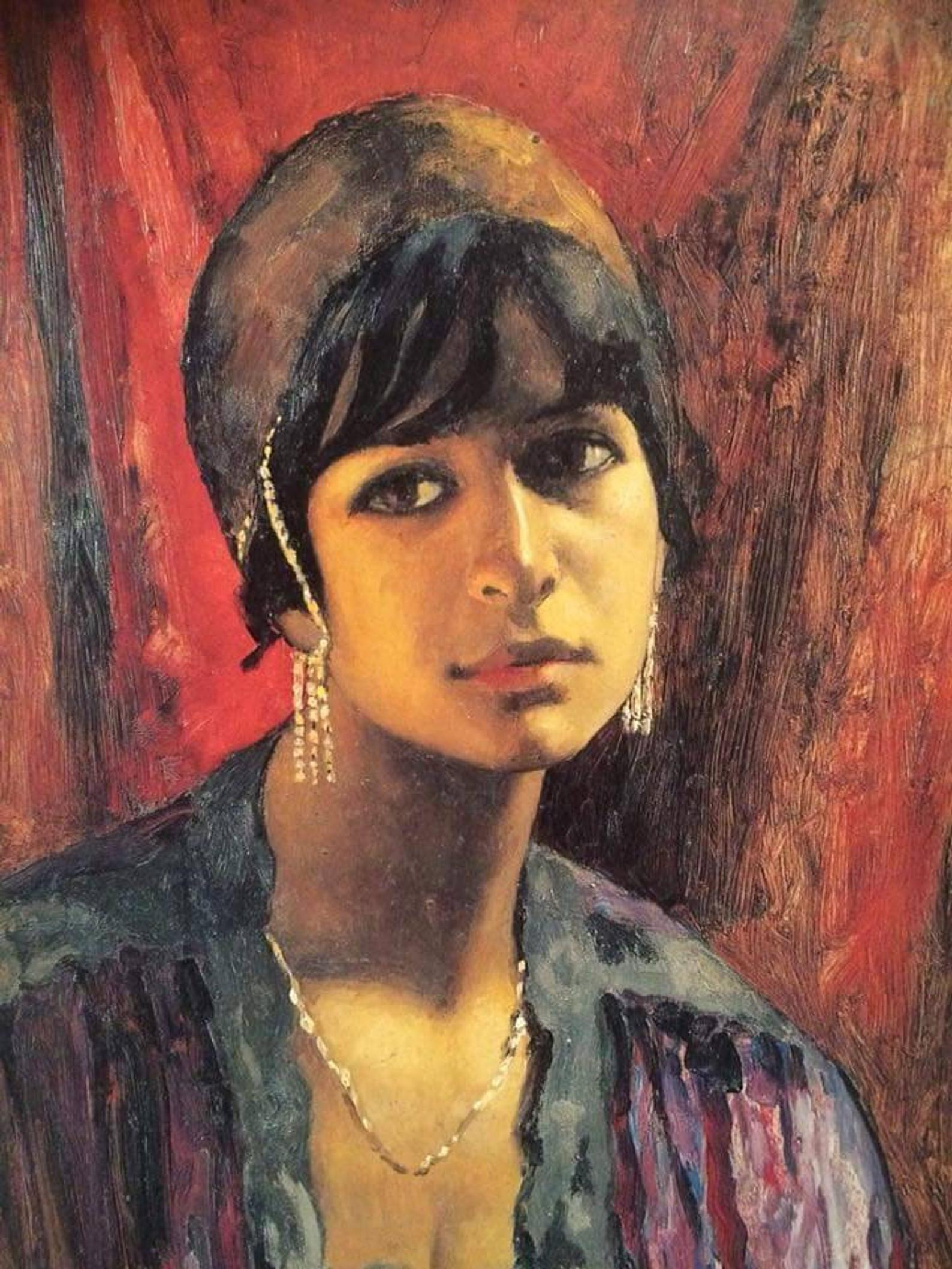
L'Orientale, huile de 44,5 × 35 cm, Liège, La Boverie[17].
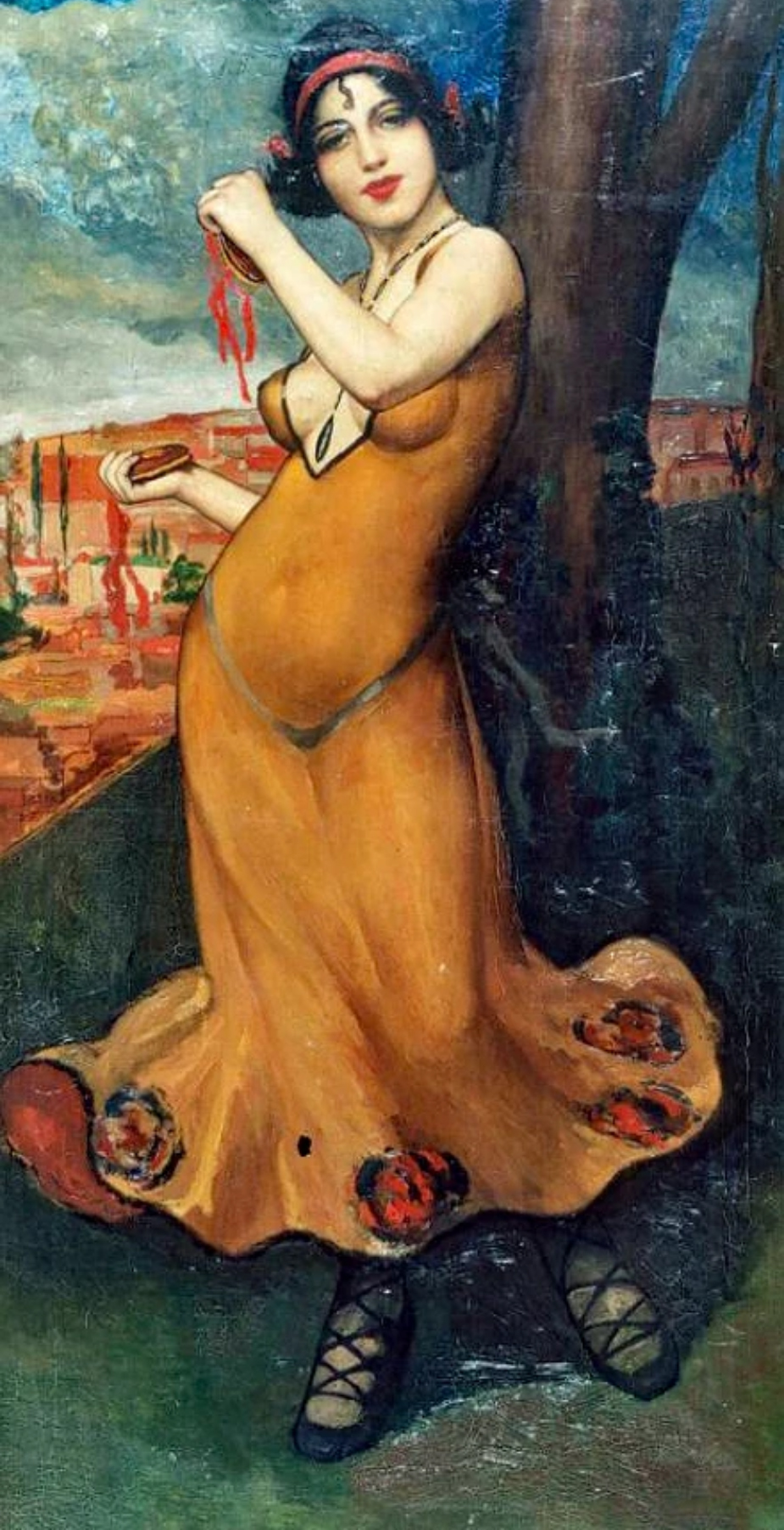
Danseuse aux castagnettes,   huile de 130 × 70 cm, Liège, La Boverie[18].

## Expositions
Il expose au Cercle royal des Beaux-Arts de Liège de 1895 à 1913,.
- 1888 : Exposition des Beaux-Arts, du 29 avril au 17 juin, Conservatoire royal, Liège[19].
- 1892 : XXXVe Exposition triennale - Salon de Gand, du 21 août au 10 octobre, casino de Gand, Gand (Marneffe y expose 2 dessins à la plume)[20].
- 1903 : Salon de Bruxelles, du 5 septembre au 2 novembre, hall du Palais du Cinquantenaire, Bruxelles (il y expose Solitude)[21].
- 1905 : Exposition internationale des Beaux-Arts, du 27 avril au 6 novembre, enceinte de l'Exposition universelle de Liège de 1905, Liège[9].
- 1914 : Salon des peintres liégeois, juin, Palais des Beaux-Arts, Liège[22].
- 1920 : Exposition à la Galerie royale, Bruxelles[4].
- 1933 : Le Visage de Liège, du 23 septembre au 23 octobre, Palais des Beaux-Arts, Liège[23].
- 1964 : 125e anniversaire de l'Académie royale des Beaux-Arts, du 11 avril au 10 mai, Musée des Beaux-Arts, Liège[24].
- 1992 : Le Cercle royal des Beaux-Arts de Liège 1892-1992, du 18 septembre au 20 avril 1993, Cercle royal des Beaux-Arts, Liège[3].
- 1996 : 125 ans d'art liégeois - peinture, sculpture, gravure en province de Liège 1870-1995, du 27 novembre au 31 janvier 1997, ING Espace Culturel, Liège[24].
- 1997 : Choix de dessins par Jacques Parisse, du 22 mars au 20 avril, Galerie Liehrmann, Liège[24] ; Talents d’hier et d’aujourd’hui, du 3 octobre au 15 novembre, Générale de Banque, Liège[24].
- 2011 : École Liégeoise du Paysage, du 1er au 29 mai, Place Royale 41, Spa[25] ; Plaisir et Placement 2011, du 3 au 30 septembre, Zeedijk 673, Knokke-Heist[26].
- 2015 : Autour de Richard Heintz, du 16 mai au 14 juin, Rue Henri Vieuxtemps 13, Liège[27].

## Réception critique
« Proche par certains thèmes de Rops ou de Toulouse-Lautrec, l'œuvre de Marneff séduit par son originalité, sa richesse chromatique et par l'expression de volupté qui se dégage de ses compositions. »

— Régine Rémon